# Fulvia vepris
Fulvia vepris is een tweekleppigensoort uit de familie van de Cardiidae. De wetenschappelijke naam van de soort is voor het eerst geldig gepubliceerd in 2007 door Vidal & Kirkendale.